# Căpușu Mare (gmina)
Căpușu Mare – gmina w Rumunii, w okręgu Kluż. Obejmuje miejscowości Agârbiciu, Bălcești, Căpușu Mare, Căpușu Mic, Dângău Mare, Dângău Mic, Dumbrava, Păniceni i Straja. W 2011 roku liczyła 3295 mieszkańców.